# Arrondissement de Custrin
L'arrondissement de Custrin, également arrondissement de Küstrin, est un arrondissement prussien situé des deux côtés de l'Oder dans la province de Brandebourg, qui existe de 1816 à 1836. Sa partie à l'Est de l'Oder appartient désormais à la Pologne, tandis que sa partie à l'ouest de l'Oder appartient désormais à l'arrondissement de Märkisch-Pays de l'Oder dans l'État allemand de Brandebourg. Les villes de Custrin, Fürstenfelde et Neudamm font partie de l'arrondissement, entre autres.

## Histoire
Après la réorganisation de la structure des arrondissements de l'État prussien après le Congrès de Vienne, l'arrondissement de Custrin est créé en 1816 dans le district de Francfort de la province de Brandebourg. Il est composé de territoires qui appartenaient auparavant aux arrondissements brandebourgeois de Landsberg-sur-la-Warthe (de), Lebus (de) et Königsberg-en-Nouvelle-Marche (de). Le bureau de l'arrondissement se trouve dans la ville de Custrin. En 1816, l'arrondissement de Custrin compte 26 595 habitants
Le 1er janvier 1836, l'arrondissement de Custrin est à nouveau dissous et les appartenances d'arrondissement en vigueur jusqu'en 1816 sont rétablies. La moitié Est de l'arrondissement avec les villes de Custrin, Fürstenfelde et Neudamm revient à l'arrondissement de Königsberg-en-Nouvelle-Marche, la moitié Ouest revient à l'arrondissement de Lebus et le territoire autour des villes de Blumberg et Groß Cammin revient à l'arrondissement de Landsberg.
Dans l'arrondissement de Königsberg-en-Nouvelle-Marche, un deuxième bureau de l'arrondissement est créé à Custrin en raison de la grande distance entre le chef-lieu de l'arrondissement de Königsberg-en-Nouvelle-Marche et la nouvelle partie sud de l'arrondissement.

## Communes
| - Alt Bleyen - Alt Tucheband - Altlangsow - Baiersberg - Batzlow - Blumberg - Darrmietzel - Drewitz - Friedrichsaue - Fürstenfelde, ville - Genschmar - Gerickensberg - Golzow - Gorgast - Groß Cammin | - Groß Neuendorf - Hälse - Hathenow - Kalenzig - Karlsbiese - Kerstenbrügge - Kienitz - Kietz - Klein Neuendorf - Klewitz - Küstrin, ville - Kutzdorf - Lehmannshöfel - Letschin - Libbenichen | - Manschnow - Nabern - Neu Bleyen - Neu Manschnow - Neu Rosenthal - Neu Tucheband - Neudamm, ville - Neulangsow - Neumühl - Ortwig - Posedin - Quartschen - Rathstock - Rehfelf - Sachsendorf | - Schaumburg - Solikante - Sophienthal - Steintoch - Sydowswiese - Werbig - Wilhelmsaue - Wilkersdorf - Wittstock - Zechin - Zicher - Zorndorf |

## Administrateurs de l'arrondissement
- 1816-1832 Beck[5]
- 1832-1833 Heinrich von Petersdorff[6]
- 1833–1835 Karl Ewald von Stünzner (de)[7]